# 本泰寺 (久留米市)
本泰寺（ほんたいじ）は、福岡県久留米市寺町にある日蓮宗の寺院。号は安住院法栄山。旧本山は京都妙満寺、什師法縁。山門（赤門）は久留米市指定文化財。境内には不破美作の墓所がある。有馬氏の祈願寺。

## 歴史
- 1621年（元和7年）有馬豊氏の丹波福知山藩から筑後久留米藩への転封に伴い移転した。

## 境内
- 本堂　1997年（平成9年）再建
- 山門　1688年－1704年（元禄年間）建立。久留米市指定文化財（2000年（平成12年）2月24日指定）。

## 参考資料
- 『久留米の町 寺社めぐり』
- 日蓮宗寺院大鑑編集委員会『宗祖第七百遠忌記念出版 日蓮宗寺院大鑑』大本山池上本門寺 (1981年)
- 宮本達夫、土田充義「故宮本達夫記念論文集」

座標: 北緯33度18分59秒 東経130度31分14秒 / 北緯33.31639度 東経130.5205度